# Троєглазово
Троєгла́зово (рос. Троеглазово, удм. Троеглазово) — присілок у складі Кіясовського району Удмуртії, Росія.
На західних околицях розташовується Троєглазовський кластер пам'ятки природи регіонального значення «Троєглазовські ландшафти».
До 2004 року присілок мав статус селища.
Населення — 27 осіб (2010; 43 у 2002).
Національний склад:
- росіяни — 79 %